# Seefliegerhorst Schleswig
Der Seefliegerhorst Schleswig wurde ab 1935 in Schleswig auf der Halbinsel Auf der Freiheit für die Luftwaffe der Wehrmacht als neue Kasernenanlage erbaut.

## Geschichte
Der Bereich vom Holm bis zur Werft nach Klensby war so projektiert, dass in sechs Kompanien ausgebildet und der Flugbetrieb mit Wasserflugzeugen durchgeführt werden konnte.
Das Richtfest der Kaserne fand am 17. August 1935 statt. Am 1. Oktober 1935 zogen die ersten Rekruten der neu aufgestellten Flieger-Ersatz-Abteilung 16 (See) (Fl.-Ers.Abt. 16) – in die neue Kasernenanlage ein. Der erste Fliegerhorstkommandant der Seefliegerhorst-Kommandantur Schleswig war Oberst Hugo Schmidt.
Der Seefliegerhorst-Kommandantur unterstanden folgende Einheiten:
- die Blindflugschule Schleswig
- der Seeflugplatz Borgstedter Enge
- der Scheinflughafen Schuby
- ein Luftwaffenausbildungsregiment
- das Musikkorps der Seefliegerhorst-Kommandantur
- der Übungsplatz „Gut Falkenberg“

Die fliegerische Anfängerschulung fand an der Schlei in einer der Fl.-Ers.Abt. 16 unterstellten Schule statt, die ihren Flugbetrieb 1936 auf den Seeflugplatz Borgstedter Enge verlagerte. Im Seefliegerhorst selbst wurde nach der Verlegung der Schule ein Blindfluglehrgang eingerichtet, bei dem Baumuster wie die Heinkel He 42, Heinkel He 59, Heinkel He 60, Dornier Wal und Junkers W 34 eingesetzt wurden. Aus diesem Blindfluglehrgang ging die im Juni 1938 gegründete Blindflugschule Schleswig hervor, deren Kommandeur Hauptmann von Glasow war. Die Blindflugschule bestand bis Oktober 1939.
Ostwärts der Kasernenanlage an der Kleinen Breite der Schlei wurde 1935/36 eine große Halle für Seeflugzeuge mit einer Ablaufbahn zur Schlei gebaut, wo Flugzeugreparaturen und Grundüberholungen durchgeführt wurden.
1937 wurde die Fl.-Ers.Abt. 16 in Flieger-Bataillon 16 See umbenannt, 1940 wurde es zum Flieger-Regiment 16 See und 1942 in die 5. Luftwaffendivision eingegliedert.
Mit Ende des Zweiten Weltkrieges übernahm die 83. Group der Royal Air Force das Gelände und errichtete dort ihr Hauptquartier Caterham Barracks. Mit der Freigabe des Areals und der Flugzeughalle durch die Besatzungsmacht in der zweiten Aprilhälfte 1953 wurde der Bau einer Zuckerfabrik möglich. Ab 1956 belegte die Bundeswehr die Kaserne Auf der Freiheit u. a.  mit der Panzergrenadierkompanie 13 und der Leichten-Pionier-Geräte-Kompanie 761. 2003 wurde die Kaserne aufgegeben.

## Fliegerhorst-Kommandanten
Die Fliegerhorst-Kommandanten des Seefliegerhorstes waren:
- Oberst Hugo Schmidt, 1. August 1935 – 31. März 1938
- Oberst Carl Köchy, 1. April 1939 – 28. Februar 1941
- Oberst Hans-Jochen von Arnim, 1. März 1941 – 1. Januar 1942